# デイトン郡区 (アイオワ州バトラー郡)
デイトン郡区は、アメリカ合衆国、アイオワ州、バトラー郡にある16の郡区の一つである。2000年の国勢調査で、人口は323人であった。

## 地理
デイトン郡区は、94.8平方キロメートル（36.59平方マイル)で、組み込まれている自治体(incorporated settlements)はない。アメリカ地質調査所によると、この郡区はColdwaterの1つの霊園が含まれる。